# 미래시점 우연명제의 문제
미래시점 우연명제의 문제(problem of future contingents, 未來時點 偶然命題의 問題)는 철학과 논리학의 오래된 난제 중 하나로, 시제 우연 명제에 대한 논리적 역설을 해명하는 것이 그 과제이다. 인간의 자유의지에 관한 문제와 밀접하게 관련되어 있다. BCE 4세기에 메가라 학파의 논리학자 디오도로스 크로노스(Διόδωρος Κρόνος)가 처음 제시하였고, 아리스토텔레스의 《명제론(Περὶ Ἑρμηνείας)》 9장에서도 다루어진다. 아리스토텔레스, 라이프니츠 등 여러 철학자들의 관심 주제였으며, 현대에는 시제 논리학, 양상 논리학, 다치 논리학 등에서 이 역설이 일어나지 않도록 공리를 선택하는 것이 가능하다.

## 공식화
이 문제에서 다루는 역설은 다음과 같이 정리할 수 있다.
1. 현재 시점 이후의 어떤 미래 시점 F에 일어나거나 일어나지 않는 사건 x가 있다. 여기서 현재 시점은 F 이전의 임의의 시점을 택할 수 있다.
2. 'F에 x가 일어난다'(p)가 참이라 하자. 또는 반대로, 'F가 x에 일어나지 않는다'를 p로 택할 수도 있다.
3. 그러면, 임의의 과거 시점에서 p는 참이다. 또한, 이는 필연적으로 참이다.

이상의 주장은 자유 의지의 권한이 지나치게 약해진다는 점에서 역설적이다. 일반적으로 인간은 자유의지를 통해 미래의 사건에 대해 적어도 일부의 통제력을 행사할 수 있는 것으로 이해되어 왔으나, 만약 이 논리를 따른다면 미래에 일어나거나 일어나지 않을 일은 모두 필연적으로 일어나거나 일어나지 않으므로, 인간의 자유의지는 미래 사건에 대해 아무런 구속을 행할 수 없기 때문이다.

## 아리스토텔레스의 관점
아리스토텔레스는 이 역설에 대하여 x의 필연적인 발생, x의 발생 불가능이라는 양자 택일을 거부하고 x의 우연적(contingent) 발생이라는 제3의 선택지를 제시하여 해결 방법을 찾았다. 아리스토텔레스에 따르면, 아무런 전제 조건 없이 F 이전에 x가 발생한다거나 발생하지 않는다고 말하는 것은 불가능하다. 《명제론》 9장 19 a 30에 의하면, 여기서 F 이전에 아무런 전제 조건 없이 필연적이라고 말할 수 있는 것은 F에 x가 발생하거나 불발생한다는 것 개개가 아니라 단지 F에 x가 발생하거나 불발생한다는 선언 명제에 불과하다.

## 라이프니츠의 관점
라이프니츠는 이 역설에 대하여 아리스토텔레스와는 다른 관점, 즉 아리스토텔레스적인 제3의 대안을 거부하는 관점을 제시한다. 라이프니츠에 따르면, 신은 질서정연하지 않은 어떠한 행위도 하지 않으며, 규칙적으로 발생하지 않은 사건이라는 것은 생각하는 것조차 불가능하다. 그러므로 심지어 기적조차 사물의 규칙적인 질서를 위배하지 않는다. 불규칙적으로 보이는 것은 관점의 불완전성의 탓일 뿐이며, 우주적 질서의 관점에서 불규칙함은 존재하지 않는다. 라이프니츠의 관점에서 가능성의 문제는 인간의 논리를 초월하는 것이다.

## 같이 보기
- 양상 논리학
- 시제 논리학
- 다치 논리학
- 메가라 학파
- 지배논증

## 참고 문헌
- Peter Øhrstrøm; Per F. V. Hasle (1995). 《Temporal logic: from ancient ideas to artificial intelligence》. Springer. ISBN 9780792335863.
- Richard Gaskin (1995). 《The sea battle and the master argument: Aristotle and Diodorus Cronus on the metaphysics of the future》. Walter de Gruyter. ISBN 9783110144307.
- Melvin Fitting; Richard L. Mendelsohn (1998). 《First-order modal logic》. Springer. 35-40쪽. ISBN 9780792353355. attempts to reconstruct both Aristotle's and Diodorus' arguments in propositional modal logic
- John MacFarlane (2003), Sea Battles, Futures Contingents, and Relative Truth and Future Contingent and Relative Truth, The Philosophical Quarterly 53, 321-36
- Jules Vuillemin, "Le chapitre IX du De Interpretatione d'Aristote - Vers une réhabilitation de l'opinion comme connaissance probable des choses contingentes, in Philosophiques, vol. X, n°1, April 1983